# Kabinett Esterházy

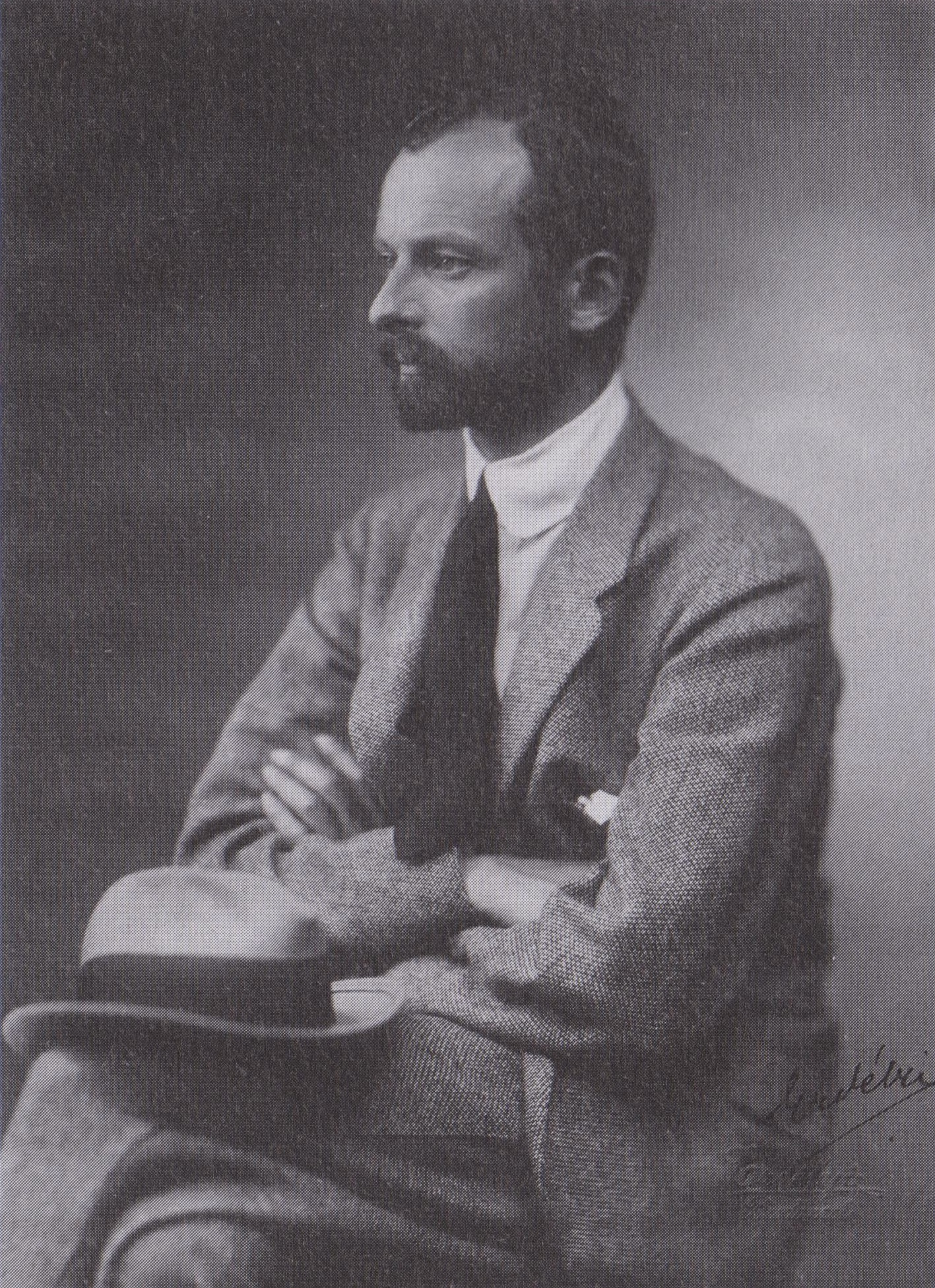
Móric Esterházy

Das Kabinett Esterházy war eine Regierung des Königreichs Ungarn im Jahre 1917. Es entstand am 15. Juni 1917, als König Karl IV. zur Abwendung eines drohenden politischen Zusammenbruchs den reformfreundlichen Móric Esterházy zum ungarischen Ministerpräsidenten ernannte. Dieser trat jedoch im selben Jahr, nachdem die von ihm geplante Reform des Wahlrechts scheiterte, am 20. August zurück.

## Minister
Parteien:
_ Unabhängigkeitspartei (Függetlenségi Párt)
_ Nationale Partei der Arbeit (Nemzeti Munkapárt)
_ Verfassungspartei (Alkotmánypárt)
_ Katholische Volkspartei (Katolikus Néppárt)
_ Demokratische Partei (Demokrata Párt)
_ parteilos
| Amt                                                | Amtsträger | Amtsträger          | Beginn der Amtszeit | Ende der Amtszeit |
| -------------------------------------------------- | ---------- | ------------------- | ------------------- | ----------------- |
| Ministerpräsident                                  |            | Móric Esterházy     | 15. Juni 1917       | 20. August 1917   |
| Innenminister                                      |            | Gábor Ugron         | 15. Juni 1917       | 20. August 1917   |
| Finanzminister                                     |            | Gusztáv Gratz       | 15. Juni 1917       | 20. August 1917   |
| Landesverteidigungsminister                        |            | Sándor Szurmay      | 15. Juni 1917       | 20. August 1917   |
| Minister für Kultus und Unterricht                 |            | Albert Apponyi      | 15. Juni 1917       | 20. August 1917   |
| Justizminister                                     |            | Vilmos Vázsonyi     | 15. Juni 1917       | 18. August 1917   |
| Justizminister                                     |            | Károly Grecsák      | 18. August 1917     | 20. August 1917   |
| Ackerbauminister                                   |            | Béla Mezőssy        | 15. Juni 1917       | 20. August 1917   |
| Handelsminister                                    |            | Béla Serényi        | 15. Juni 1917       | 20. August 1917   |
| Minister am Allerhöchsten Hoflager                 |            | Tivadar Batthyány   | 15. Juni 1917       | 18. August 1917   |
| Minister am Allerhöchsten Hoflager                 |            | Aladár Zichy        | 18. August 1917     | 20. August 1917   |
| Minister für Kroatien-Slawonien-Dalmatien          |            | Aladár Zichy        | 15. Juni 1917       | 18. August 1917   |
| Minister für Kroatien-Slawonien-Dalmatien          |            | Károly Unkelhäusser | 18. August 1917     | 20. August 1917   |
| Minister für Soziales und Arbeit                   |            | Tivadar Batthyány   | 18. August 1917     | 20. August 1917   |
| Minister ohne Portefeuille für Übergangswirtschaft |            | Béla Földes         | 18. August 1917     | 20. August 1917   |
| Minister ohne Portefeuille für Wahlrecht           |            | Vilmos Vázsonyi     | 18. August 1917     | 20. August 1917   |